# برهان اختفای الهی
برهان اختفای الهی که به نام برهان ناباوری نیز خوانده شده‌است؛ یکی از مجموعه براهین حسی اثبات عدم وجود خداست. این برهان در دوران اخیر بیش از هرکسی توسط تئودور درنج در کتب «براهین شر و ناباوری» (به انگلیسی: The Arguments From Evil and Nonbelief) و «نامحتملی خدا» (به انگلیسی: The Improbability of God) تشریح شده‌است. جی. ال. شلنبرگ و فردریک نیچه از دیگر مدافعان برهان بوده‌اند.

## برهان پنهانی الهی (ناباوری)
تقریرهایی از این برهان اقامه شده‌اند که سعی دارند نشان دهند پنهان بودن خدا با نیک بودن، علیم بودن و قدیر بودن خدا در تناقض است. در حقیقت برهان را به یک مسئله اخلاقی تبدیل می‌کنند. در این حالت به برهان پنهانی الهی برهان ناباوری می‌گویند.

## تقریر قیاسی برهان ناباوری
1. اگر خدا وجود داشته باشد، آنگاه قادر مطلق، عالم مطلق، و خیر محض است. (مطابق تعریف ادیان توحیدی از "خدا")
2. اگر خدا قادر مطلق باشد، آنگاه می‌تواند هرکار ممکنی را انجام دهد. (تعریف قادر مطلق)
3. اگر خدا عالم مطلق باشد، آنگاه نسبت به تمام گزاره‌های صادق علم دارد (مادام که علم به آن گزاره‌ها منطقاً ممکن باشد). (تعریف عالم مطلق)
4. اگر خدا خیر محض باشد، وقتی که می‌داند طالبان صادق او برای یافتن وی و درک حضور او به چه رنج جانکاهی گرفتارند، خویشتن را به نحو بدون ابهامی آشکار می‌کند، خصوصاً وقتی که می‌داند این اختفا زیان‌های جبران‌ناپذیری برای آن طالبان به بار می‌آورد. (توجه داشته باشید که در این‌جا چون خدا عالم مطلق است از این وضعیت آگاه است، و چون قادر مطلق است، می‌تواند خویشتن را بدون هیچ ابهامی آشکار کند)
5. خداوند بر طالبان صادق خود به نحو بدون ابهامی آشکار نیست. (پدیده اختفای الهی)
6. بنابراین، خداوند خیر محض نیست. (مطابق قاعده رفع تالی، نتیجه حاصل از (۴) و (۵))
7. بنابراین، خدا وجود ندارد. (مطابق قاعده رفع تالی، نتیجه حاصل از (۶) و (۱))[نیازمند منبع]

## ارتباط برهان ناباوری با برهان شر

### وجه اشتراک
هر دو، براهینی در نفی وجود خدای ادیان توحیدی هستند؛ یعنی خدای متشخصی که از جمله عالم مطلق، قادر مطلق، و خیر محض است. در این‌جا مقصود از خدای متشخص خدایی است که می‌تواند با انسان رابطه‌ای شخصی برقرار کند. به محض آنکه فرد یکی از آن صفات را در خداوند انکار کند، یا امر الوهی را اساساً نامتشخص بداند، آن براهین قوّت و اهمیت خود را از کف می‌دهند.

### وجه افتراق
هر چند ساختار این دو برهان از جهات مهّمی به هم شبیه‌اند، اما باید آن‌ها را متمایز از یکدیگر دانست:
- می توان جهان ممکنی را تصوّر کرد که در آن مسئله اختفای الهی وجود نداشته باشد؛ اما مسئله شر به همان صورت جهان واقع برقرار باشد:

مثال: اگر فرض شود در فاجعه هولوکاست، یک هفته پیش از مرگ قربانیان، فرشته‌ای که زبان و ویژگی‌های او کاملاً منطبق بر توصیفات عهد عتیق است بر یک یک آن‌ها آشکار می‌شد، و فقراتی از کتاب مقدّس را بر ایشان بازمی‌خواند. اما هیچ اتفاق دیگری جز این رخ نمی‌داد: هیچ‌یک از آن انسانهای بیگناه از مرگ نجات نمی‌یافت، و همه چیز همان‌طور پیش می‌رفت که به واقع در فاجعه هولوکاست رخ داد، به استثنای آن مشاهده مکاشفه آمیز.
- می توان جهان ممکنی را تصوّر کرد که در آن مسئله شر وجود نداشته باشد؛ اما مسئله اختفای الهی به همان صورت جهان واقع برقرار باشد:

مثال: اگر فرض شود در جهانی، انسان‌ها بنا به طبع مهربان و نیکخواه باشند. هیچ گونه درد و رنج و بیماری و معلولیت جسمی و ذهنی در آن وجود نداشته باشد؛ حال در این جهان کسانی به وجود خداوند باور دارند، و کسانی منکر وجود او هستند. به نظر می‌رسد که در این جهان ممکن، کسانی که به خدا باور ندارند، می‌توانند مسئله اختفای الهی را مطرح کنند، بدون آنکه هرگز بحث دربارهٔ مسئله شر در میانشان مطرح شود.

## خداسنج یوگاد
خداسنج یوگاد (به انگلیسی: Yo God Detector) ابزاری است برای رویت نشانه‌ای از خدا که توسط دین بوث طراحی شده‌است.
چند بار شنیده‌اید کسی بگوید "خدایا به من نشانه‌ای نشان بده"؟ افسوس، پاسخ اغلب مبهم و نامفهوم است: تلفن در زمان مناسب زنگ می‌خورد، پَری می‌افتد یا لکه آبی ظاهر می‌شود که شبیه تصاویر مذهبی است. همه می‌خواهیم بدانیم آیا خدا وجود دارد یا خیر اما او به روشی قابل اطمینان نیاز دارد که به ما بگوید آنجا هست.

#### کارکرد دستگاه
این دستگاه دو حالت «بلی» و «خیر» دارد و دارای عقربه‌ای است که بر روی حالت «خیر» چسبیده‌است.
روش کار بدین صورت است که فرد با دعا و نیایش از خدا می‌خواهد که از طریق دستگاه و با چرخاندن عقربه بر روی «بلی» حضور خود را نشان دهد. از خداباور خواسته شده‌است که روزانه یا بررسی کند آیا عقربه تغییری کرده‌است یا خیر.
شما حتماً به این دستگاه نیاز دارید، زیرا درصورتی‌که عقربه حرکت نکند، دو احتمال پیش خواهد آمد. احتمال اول این است که خداوند وجود ندارد و شما تمام عمر خود را بیهوده با اعتقاد داشتن به یک موجود افسانه‌ای که وجود خارجی ندارد باطل کرده‌اید؛ یا اینکه وجود دارد اما شما لیاقت این را ندارید که خدا وجود خودش را به شما نشان دهد؛ بنابراین باید سعی کنید بیشتر به خدا نزدیک بشوید و نماز و روزه بیشتری بگیرید تا خدا وجود خودش را به شما نشان دهد. مسئله دیگر این است که آمدیم و خداوند خودش را به شما نشان داد و عقربه را حرکت داد. آنگاه شما یقین پیدا می‌کنید که خداوند وجود دارد و در آنصورت بیشتر به خدا نزدیک خواهید شد، همچنین از اینکه از بندگان نزدیک درگاه الهی هستید خوشحال خواهید شد و خود معجزه‌ای را خواهید دید، البته تابحال چنین اتفاقی نیافتاده است؛ لذا در هر دو صورت استفاده از خداسنج به نفع شما است.

## نقد برهان

#### نقد اول
عده ای عقیده دارند که خداوند در جهان هستی حضوری سرشار و فعال دارد و می‌گویند اگر انسان در مسیر پاکسازی خود و دوری از بدی‌ها بر آید و با پاکی به جستجوی خدا بپردازد خدا را خواهد یافت. این نوع نگرش در عرفان عنوان دارد که درک حضور خدا تنها از طریف کشف و شهود به واسطهٔ علم حضوری امکان‌پذیر است. باورمندان براین عقیده عنوان می‌کنند که انسان در لحظهٔ تولدش پاک آفریده می‌شود و به اختیار خودش آلایندگی‌هایی را ایجاد می‌کند و نمی‌خواهد خدا را ببیند. این عقیده بر پایهٔ مثل «کسی که خواب است را می‌شود بیدار کرد اما کسی که خود را به خواب زده‌است نه» بیان شده‌است.
بیان کنندگان این برهان پنهان بودن خدا و عدم تجربهٔ حضور او را، دلیلی بر عدم وجود خدا می‌دانند و اذعان می‌کنند اگر خدا وجود داشت و خیر، عالم، قادر مطلق بود، باید خود را به گونه ای برای بشر نمایان می‌ساخت؛ و حال که خدا از قوه حواس انسان خارج است پس خدا وجود ندارد. باید گفت که همین استدلال حس گرایانه که بیان شده‌است امری غیر حسی است، اساساً استدلال‌های منطقی، الفاظ و گزاره‌ها، از حیطهٔ حس و تجربه خارج هستند؛ اگر ملاک شناخت ما از دنیا حس و تجربه باشد باید در وجود همین استدلال (برهان اختفای الهی) تردید داشت زیرا خود امری غیر حسی است و اگر بیان کنندگان این برهان، برهان خود را بپذیرند باید وجود خدا را که آن هم مسئله ای غیر حسی است بپذیرند (بر اساس برهان‌های غیر حسی). در غیر این صورت درگیر استدلالی خود متناقض شده‌اند.

#### نقد دوم
در خود پدیده‌هایی که با حواس و تجربه درک می‌شوند، می‌توان پدیده‌هایی را یافت که محسوس نیستند؛ مانند «ماهیت لابشرط» (مثل انسان) و خود قوه حس و وهم. اگر این قوا قابل حس بودند، باید با قوه حسی دیگری احساس می‌شدند که مستلزم دور یا تسلسل باطل است. پس زمانی که از خود محسوسات، می توان امر نامحسوسی را انتـزاع نمود، اساساً باید به وجود امور نامحسوس دیگر، همچون وجود خدا و وجود عقل نیز ملتزم شد. همان‌گونه که به عقیده ابن سینا، خصوصیاتی مانند: عشق، ترس، نفرت، خشم و … در عین اینکه موجودند، محسوس نیستند.

#### نقد سوم
فولکیه دربارهٔ برهان اختفا الهی این چنین می‌نویسد:
اگر مدافعان برهان، آنچنان ارزش بشر را پایین می آورند و وی را برای شناخت، تنها محتاج حس می‌دانند، باید او را در شمار حیوانات قرار دهند؛ این درحالی است که اگر حس به تنهایی برای شناخت کافی بود حیواناتی که دارای دستگاه حواسی شبیه به دستگاه حواسی انسان هستند، باید می‌توانستند به علوم و حرفه های انسانی دست یابند.

#### نقد چهارم
برخی از فلاسفه منابع شناخت بشری را شامل طبیعت، عقل و دل می‌دانند. و عنوان می‌کنند ابزار این منابع نیز، به ترتیب، حس و تجربه، استدلال منطقی و پاکی و تصفیهٔ نفس است هر پدیده ای منبع شناخت خود را دارد برای مثال منبع درک مفاهیم انتزاعی عقل است و با حس و تجربه به دست نمی‌آید. خداوند علی‌رغم اعتقاد مدافعان اختفا، از طریق شناخت عقلی و همچنین شناخت قلبی و دلی، حضور خود را برای بشر آشکار می‌نماید. نکتهٔ مهم این است که آن‌ها بر چه اساسی، منابع شناخت را منحصر در تجربه می دانند؟